# Ostrov (okres Karlsbad)
Ostrov (Duits: Schlackenwerth of Schlackenwerth an der Eger) is een klein stadje in de Tsjechische regio Karlsbad. De gemeente ligt op een hoogte van 398 meter aan de voet van het Ertsgebergte, ongeveer 10 kilometer ten noordoosten van de districtshoofdstad Karlsbad.
Naast de stad Ostrov zelf liggen ook de dorpen Arnoldov, Dolní Žďár, Hanušov, Hluboký, Horní Žďár, Kfely, Květnová, Liticov, Maroltov, Mořičov, Ostrov en Vykmanov in de gemeente. Door de gemeente loopt de spoorlijn van Karlsbad naar Klášterec nad Ohří. In Ostrov ligt het station Ostrov nad Ohří.

## Geschiedenis
De eerste schriftelijke vermelding van Ostrov stamt waarschijnlijk uit het jaar 1207. De koninklijke stad lag op de handelsroute van Praag naar Cheb en werd vooral rijk door de inkomsten van tolheffingen. Na de Slag op de Witte Berg hoorde Ostrov bij het hertogdom Saksen-Lauenburg.
Ostrov had in het jaar 1930 2.958 inwoners, in 1939 waren dit er 2.847. Doordat na de Tweede Wereldoorlog de Duitse inwoners van de stad werden verdreven waren er op 22 mei 1947 nog maar 1.893 inwoners over. Vanaf de jaren 50 groeide de stad echter heel snel, doordat er in de naburige stad Jáchymov werd begonnen met het winnen van uranium. De hele nieuwe stad bestaat uit gebouwen in de Socialistisch realisme-stijl.

## Bezienswaardigheden

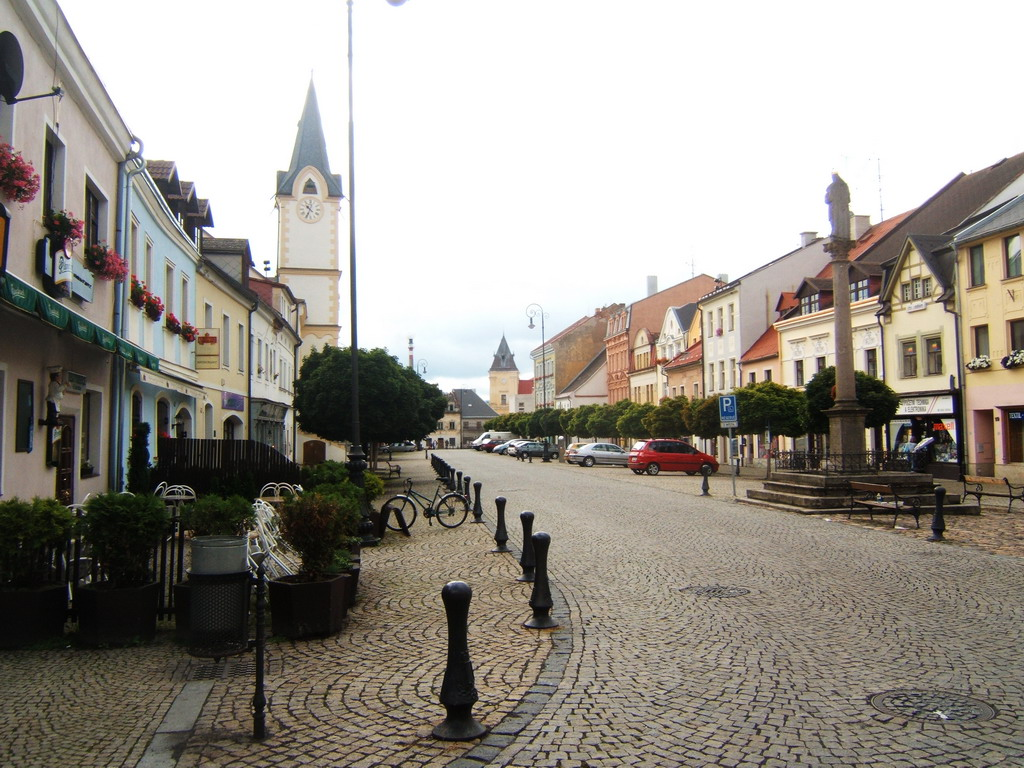
Oude marktplein

- De romaanse St. Jacobskerk uit de 13e eeuw, die tot de oudste bouwwerken in de regio Karlsbad behoort.
- De gotische St. Michaelskerk uit het jaar 1384.
- Het historische centrum van de stad, met onder andere het raadhuis uit 1599.
- Enkele overblijfselen van het voormalige kasteel.

## Partnerstad
- Rastatt, Duitsland

## Geboren
- Augustin Pfleger (1635-1686), componist
- Martin Krňávek (11 april 1974), triatleet

Abertamy · Andělská Hora · Bečov nad Teplou · Bochov · Boží Dar · Božičany · Bražec · Březová · Černava · Čichalov · Dalovice · Děpoltovice · Doupovské Hradiště · Hájek · Horní Blatná · Hory · Hroznětín · Chodov · Chyše · Jáchymov · Jenišov · Karlsbad (Karlovy Vary) · Kolová · Krásné Údolí · Krásný Les · Kyselka · Merklín · Mírová · Nejdek · Nová Role · Nové Hamry · Ostrov · Otovice · Otročín · Pernink · Pila · Potůčky · Pšov · Sadov · Smolné Pece · Stanovice · Stráž nad Ohří · Stružná · Šemnice · Štědrá · Teplička · Toužim · Útvina · Valeč · Velichov · Verušičky · Vojenský újezd Hradiště · Vojkovice · Vrbice · Vysoká Pec · Žlutice